# La Antigua (León)
La Antigua ist eine Gemeinde (Municipio) mit 328 Einwohnern (Stand: 2024) in der Provinz León der Autonomen Gemeinschaft Kastilien-León. Die Gemeinde besteht neben dem namensgebenden Hauptort aus den Ortschaften Audanzas del Valle, Cazanuecos, Grajal de Ribera und Ribera de la Polvorosa.

## Geographie
La Antigua liegt etwa 50 Kilometer südsüdwestlich von León in einer Höhe von ca. 755 m. Durch den Osten der Gemeinde führt die Autovía A-66. 

## Bevölkerungsentwicklung
| Jahr        | 1900 | 1950 | 1970 | 1981 | 1991 | 2001 | 2011 | 2021 |
| ----------- | ---- | ---- | ---- | ---- | ---- | ---- | ---- | ---- |
| Einwohner   | 1725 | 1834 | 1287 | 982  | 751  | 595  | 457  | 351  |
| Quelle: INE |      |      |      |      |      |      |      |      |

## Sehenswertes
- Marienkirche in La Antigua
- Marinenkirche in Cazanuecos

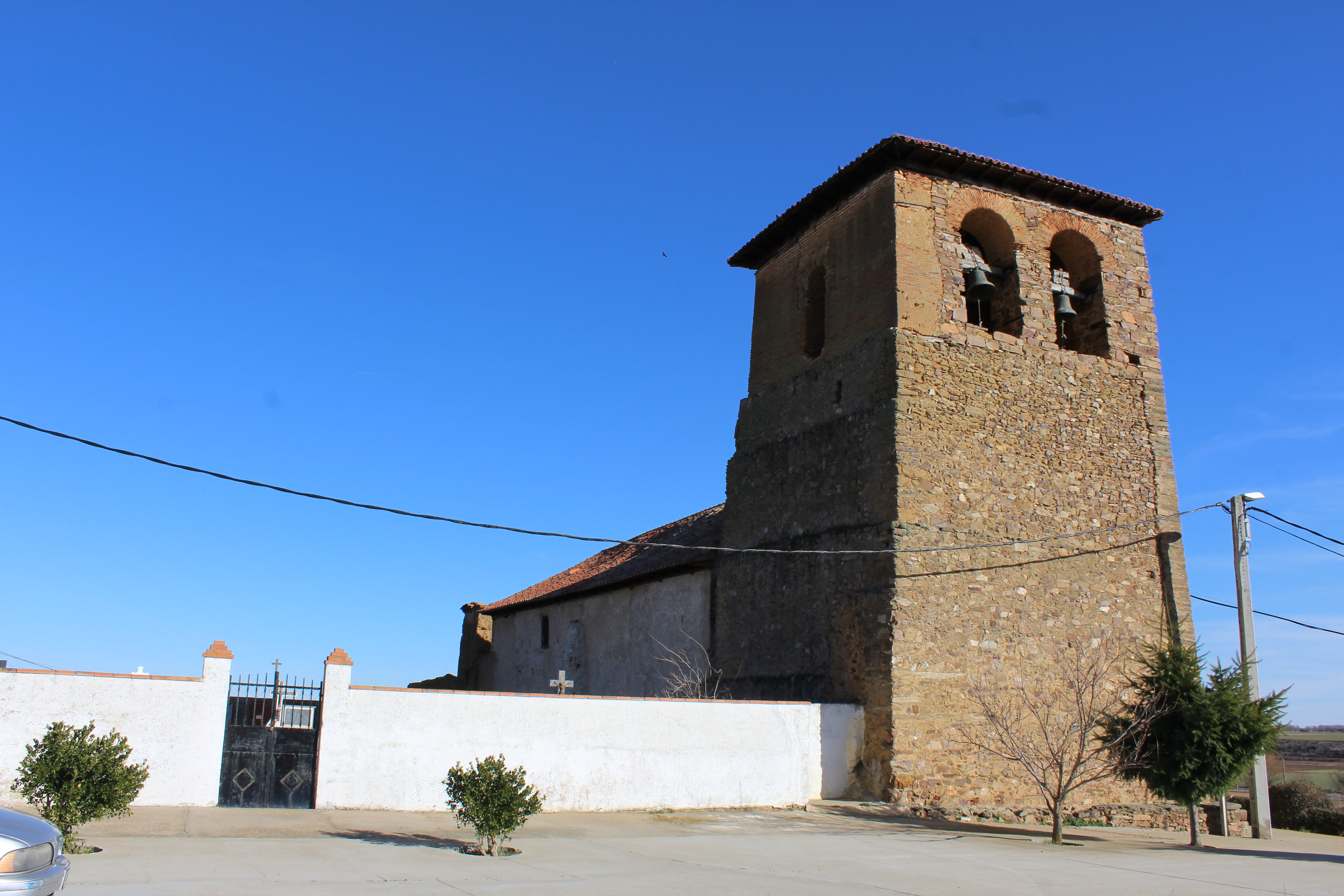
Marienkirche
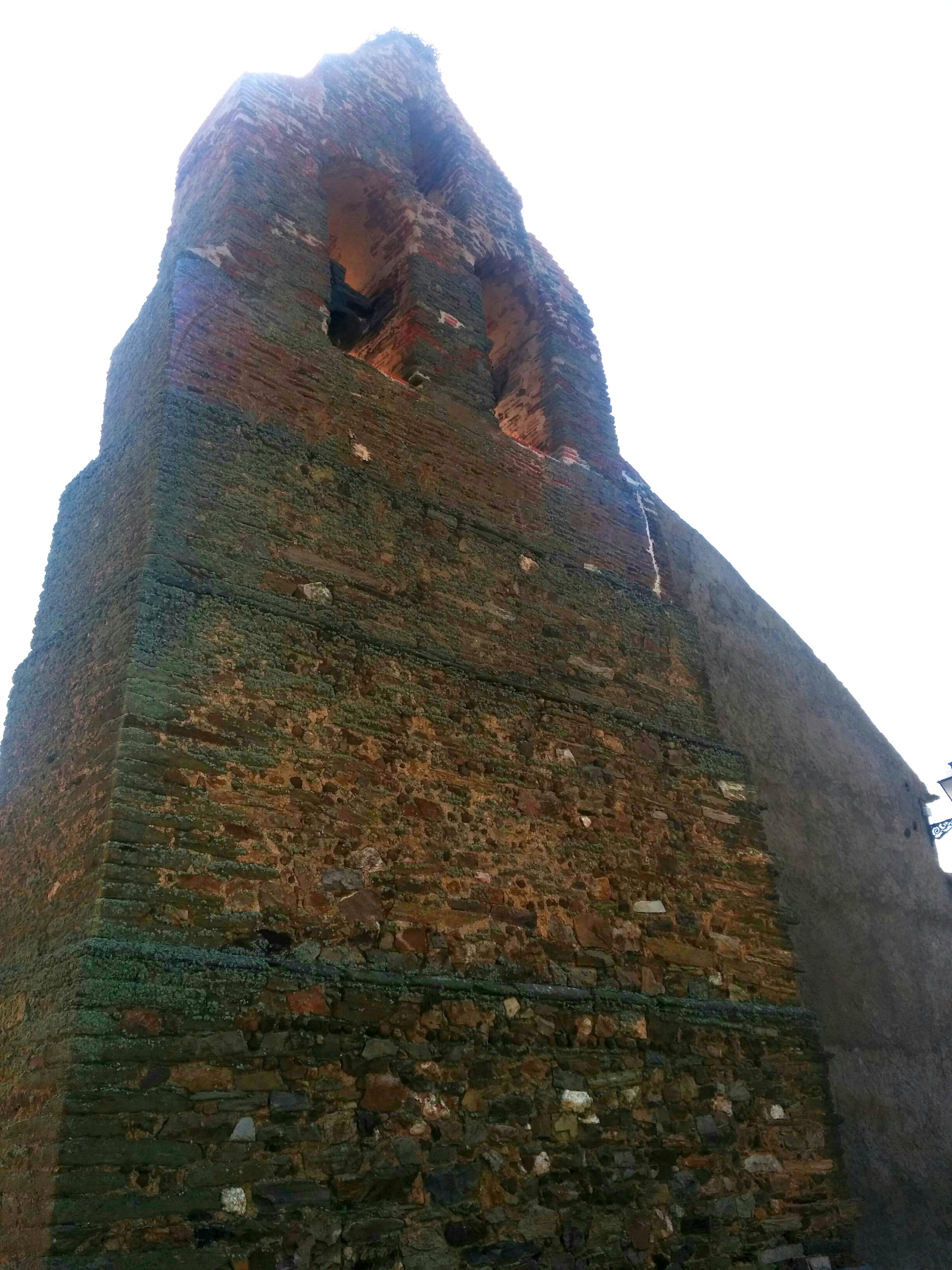
Marinenkirche
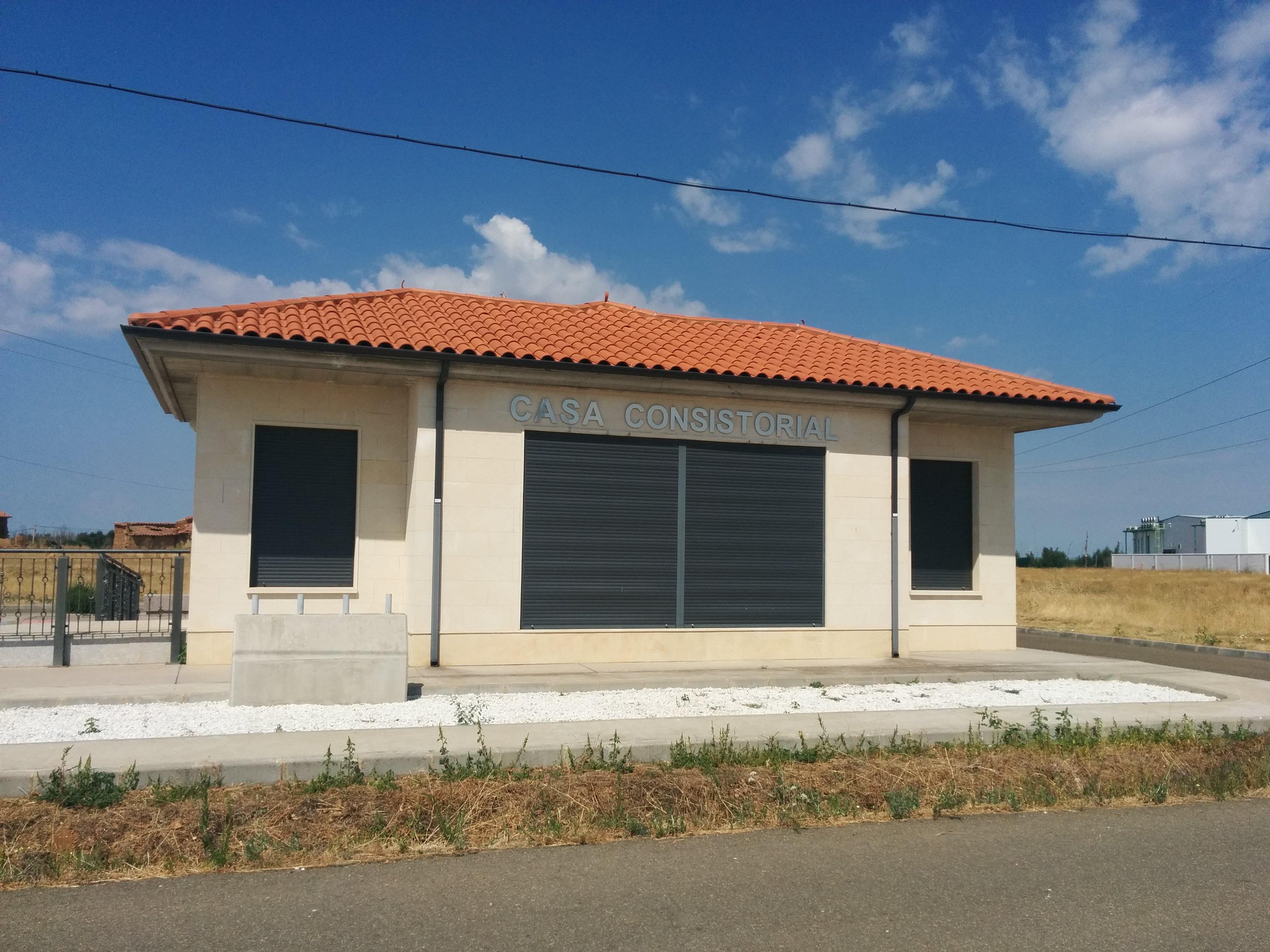
Rathaus